# Gioacchino di Prussia
Gioacchino di Germania e Prussia, il cui nome completo era Gioacchino Francesco Umberto (Berlino, 17 dicembre 1890 – Potsdam, 18 luglio 1920), fu un principe di Prussia.

## Biografia
Era l'ultimo figlio maschio dell'imperatore Guglielmo II di Germania e della sua prima moglie, Augusta Vittoria di Schleswig-Holstein-Sonderburg-Augustenburg.
Durante la prima guerra mondiale combatté come capitano di cavalleria e venne ferito nella prima battaglia dei laghi Masuri alla coscia.
Durante la sollevazione di Pasqua del 1916 a Dublino, alcuni leader repubblicani contemplarono la possibilità di dare la corona di un'Irlanda indipendente al principe Gioacchino.
Dopo la dichiarazione di indipendenza della Georgia in seguito alla rivoluzione russa del 1917, Gioacchino fu brevemente considerato, dal rappresentante tedesco Friedrich Werner von der Schulenburg e dai monarchici georgiani, come candidato al trono georgiano.

## Matrimonio
L'11 marzo 1916 Gioacchino sposò la principessa Maria Augusta di Anhalt (10 giugno 1898-22 maggio 1983), figlia di Edoardo di Anhalt e di Luisa Carlotta di Sassonia-Altenburg (figlia di Maurizio di Sassonia-Altenburg). La coppia ebbe un figlio:
- Carlo Francesco Giuseppe di Prussia (15 dicembre 1916–22 gennaio 1975).

Sua moglie Maria Augusta fu la madre adottiva di Frédéric Prinz von Anhalt, marito dell'attrice Zsa Zsa Gábor.

## Morte
Dopo l'abdicazione del padre, Gioacchino non fu capace di accettare il suo nuovo status di uomo comune e cadde in una grave depressione, che alla fine lo portò a togliersi la vita con un colpo di pistola il 18 luglio 1920.
Una fonte riferisce che era in difficoltà finanziarie e soffriva di "grande depressione mentale". Suo fratello, il principe Eitel Federico, commentò che soffriva di "una misura di eccessiva demenza". Poco prima della sua morte, lui e la moglie avevano divorziato.

## Ascendenza
|                                                                |                                                         |                                                                     | Genitori                                   |  |  | Nonni |  |  | Bisnonni                |  |  | Trisnonni                         |  |
|                                                                |                                                         |                                                                     |                                            |  |  |       |  |  | Guglielmo I di Germania |  |  | Federico Guglielmo III di Prussia |  |
|                                                                |                                                         |                                                                     |                                            |  |  |       |  |  | Guglielmo I di Germania |  |  | Federico Guglielmo III di Prussia |  |
|                                                                |                                                         | Luisa di Meclemburgo-Strelitz                                       |                                            |  |  |       |  |  | Guglielmo I di Germania |  |  |                                   |  |
| Federico III di Germania                                       |                                                         |                                                                     |                                            |  |  |       |  |  | Guglielmo I di Germania |  |  |                                   |  |
|                                                                |                                                         | Augusta di Sassonia-Weimar-Eisenach                                 | Carlo Federico di Sassonia-Weimar-Eisenach |  |  |       |  |  |                         |  |  |                                   |  |
|                                                                |                                                         | Augusta di Sassonia-Weimar-Eisenach                                 | Carlo Federico di Sassonia-Weimar-Eisenach |  |  |       |  |  |                         |  |  |                                   |  |
|                                                                |                                                         | Augusta di Sassonia-Weimar-Eisenach                                 | Marija Pavlovna di Russia                  |  |  |       |  |  |                         |  |  |                                   |  |
| Guglielmo II di Germania                                       |                                                         | Augusta di Sassonia-Weimar-Eisenach                                 |                                            |  |  |       |  |  |                         |  |  |                                   |  |
|                                                                |                                                         | Alberto di Sassonia-Coburgo-Gotha                                   | Ernesto I di Sassonia-Coburgo-Gotha        |  |  |       |  |  |                         |  |  |                                   |  |
|                                                                |                                                         | Alberto di Sassonia-Coburgo-Gotha                                   | Ernesto I di Sassonia-Coburgo-Gotha        |  |  |       |  |  |                         |  |  |                                   |  |
|                                                                |                                                         | Alberto di Sassonia-Coburgo-Gotha                                   | Luisa di Sassonia-Gotha-Altenburg          |  |  |       |  |  |                         |  |  |                                   |  |
| Vittoria di Sassonia-Coburgo-Gotha                             |                                                         | Alberto di Sassonia-Coburgo-Gotha                                   |                                            |  |  |       |  |  |                         |  |  |                                   |  |
|                                                                |                                                         | Vittoria del Regno Unito                                            | Edoardo Augusto di Hannover                |  |  |       |  |  |                         |  |  |                                   |  |
|                                                                |                                                         | Vittoria del Regno Unito                                            | Edoardo Augusto di Hannover                |  |  |       |  |  |                         |  |  |                                   |  |
|                                                                |                                                         | Vittoria del Regno Unito                                            | Vittoria di Sassonia-Coburgo-Saalfeld      |  |  |       |  |  |                         |  |  |                                   |  |
| Gioacchino di Prussia                                          |                                                         | Vittoria del Regno Unito                                            |                                            |  |  |       |  |  |                         |  |  |                                   |  |
|                                                                | Cristiano di Schleswig-Holstein-Sonderburg-Augustenburg | Federico Cristiano II di Schleswig-Holstein-Sonderburg-Augustenburg |                                            |  |  |       |  |  |                         |  |  |                                   |  |
|                                                                | Cristiano di Schleswig-Holstein-Sonderburg-Augustenburg | Federico Cristiano II di Schleswig-Holstein-Sonderburg-Augustenburg |                                            |  |  |       |  |  |                         |  |  |                                   |  |
|                                                                | Cristiano di Schleswig-Holstein-Sonderburg-Augustenburg | Luisa Augusta di Danimarca                                          |                                            |  |  |       |  |  |                         |  |  |                                   |  |
| Federico VIII di Schleswig-Holstein-Sonderburg-Augustenburg    | Cristiano di Schleswig-Holstein-Sonderburg-Augustenburg |                                                                     |                                            |  |  |       |  |  |                         |  |  |                                   |  |
|                                                                |                                                         | Luisa Sofia di Danneskiold-Samsøe                                   | Cristiano Corrado di Danneskiold-Samsøe    |  |  |       |  |  |                         |  |  |                                   |  |
|                                                                |                                                         | Luisa Sofia di Danneskiold-Samsøe                                   | Cristiano Corrado di Danneskiold-Samsøe    |  |  |       |  |  |                         |  |  |                                   |  |
|                                                                |                                                         | Luisa Sofia di Danneskiold-Samsøe                                   | Giovanna Kaas di Mur                       |  |  |       |  |  |                         |  |  |                                   |  |
| Augusta Vittoria di Schleswig-Holstein-Sonderburg-Augustenburg |                                                         | Luisa Sofia di Danneskiold-Samsøe                                   |                                            |  |  |       |  |  |                         |  |  |                                   |  |
|                                                                |                                                         | Ernesto I di Hohenlohe-Langenburg                                   | Carlo Ludovico I di Hohenlohe-Langenburg   |  |  |       |  |  |                         |  |  |                                   |  |
|                                                                |                                                         | Ernesto I di Hohenlohe-Langenburg                                   | Carlo Ludovico I di Hohenlohe-Langenburg   |  |  |       |  |  |                         |  |  |                                   |  |
|                                                                |                                                         | Ernesto I di Hohenlohe-Langenburg                                   | Amalia Enrichetta di Solms-Baruth          |  |  |       |  |  |                         |  |  |                                   |  |
| Adelaide di Hohenlohe-Langenburg                               |                                                         | Ernesto I di Hohenlohe-Langenburg                                   |                                            |  |  |       |  |  |                         |  |  |                                   |  |
|                                                                |                                                         | Feodora di Leiningen                                                | Emilio Carlo di Leiningen                  |  |  |       |  |  |                         |  |  |                                   |  |
|                                                                |                                                         | Feodora di Leiningen                                                | Emilio Carlo di Leiningen                  |  |  |       |  |  |                         |  |  |                                   |  |
|                                                                |                                                         | Feodora di Leiningen                                                | Vittoria di Sassonia-Coburgo-Saalfeld      |  |  |       |  |  |                         |  |  |                                   |  |
|                                                                |                                                         | Feodora di Leiningen                                                |                                            |  |  |       |  |  |                         |  |  |                                   |  |